# Grand Prix PGA France
Le Grand Prix PGA France est le nom donné au championnat des joueurs professionnels membres de PGA France, l'association des professionnels de golf français. Il est doté du trophée André M. Vagliano, du nom du multiple champion de France amateur, président de l'A.P.G.F. de 1926 à 1946, créateur de ce championnat en 1928, et président de la Fédération française de golf de 1941 à 1943.

## Histoire
Le Grand Prix PGA France est l'un des plus anciens tournois organisés dans l'Hexagone puisque sa création remonte à 1928. Alors dénommé Grand Prix de l'A.P.G.F. (l'Association des professionnels de golf français, créée en 1925), sa première édition a été remportée par l'Anglais Aubrey Boomer, professeur à Saint-Cloud par ailleurs quintuple vainqueur de l'Open de France. L'année suivante en 1929, c'est l'Américain Horton Smith, futur vainqueur de la première édition du Masters en 1934, qui s'imposa.
Relancé en 2009 après trois ans d'absence, il était organisé par Amaury Sport Organisation chaque année en avril, au golf du Médoc près de Bordeaux, jusqu'en 2015. Il recevait les meilleurs pros du pays, et, à compter de 2002, les joueuses professionnelles. En 2020, le tournoi a été relancé par PGA France sur le tout nouveau golf international de Roissy.

## Palmarès
| Année                           | Lieu                                 | Vainqueur (hommes)                            | Score                 | Vainqueur (femmes)               | Score                 |
| Grand Prix PGA France           | Grand Prix PGA France                | Grand Prix PGA France                         | Grand Prix PGA France | Grand Prix PGA France            | Grand Prix PGA France |
| ------------------------------- | ------------------------------------ | --------------------------------------------- | --------------------- | -------------------------------- | --------------------- |
| 2024                            | Golf international de Roissy         | Franck Daux                                   | 202 (-14)             |                                  |                       |
| 2023                            | Golf international de Roissy         | Maxime Radureau                               | 204 (-12)             |                                  |                       |
| 2022                            | Golf international de Roissy         | Edgar Catherine                               | 204 (-12)             |                                  |                       |
| 2021                            | Golf international de Roissy         | Adrien Pendaries                              | 208 (-8) PO           |                                  |                       |
| 2020                            | Golf international de Roissy         | Jeong-Weon Ko                                 | 201 (-15)             | Agathe Sauzon                    | 206 (-10)             |
| 2016-19                         | Non organisé                         | Non organisé                                  | Non organisé          | Non organisé                     | Non organisé          |
| Grand Prix Schweppes PGA France |                                      |                                               |                       |                                  |                       |
| 2015                            | Golf du Médoc                        | Édouard España                                | 273 (−11)             | Marion Ricordeau (2)             | 281 (-3)              |
| 2014                            | Golf du Médoc                        | François Calmels                              | 267 (−17)             | Marion Ricordeau                 | 269 (-15)             |
| 2013                            | Golf du Médoc                        | Grégory Bourdy (2)                            | 275 (−9)              | Joanna Klatten                   | 292 (+8)              |
| 2012                            | Golf du Médoc                        | Julien Guerrier                               | 271 (−17)             | Sophie Giquel-Bettan             | 272 (-16)             |
| 2011                            | Golf du Médoc                        | Grégory Bourdy                                | 269 (−15)             | Caroline Afonso (2)              | 279 (-5)              |
| 2010                            | Golf du Médoc                        | Julien Xanthopoulos                           | 278 (−6)              | Caroline Afonso                  | 275 (-9)              |
| 2009                            | Golf du Médoc                        | Michaël Lorenzo-Vera                          | 273 (−11)             | Mélodie Bourdy                   | 291 (+7)              |
| 2006–08                         | Non organisé                         | Non organisé                                  | Non organisé          | Non organisé                     | Non organisé          |
| Grand Prix PGA France           |                                      |                                               |                       |                                  |                       |
| 2005                            | Golf du Médoc                        | Nicolas Joakimides                            | 274 (−10)             | Stéphanie Arricau                | 281 (-3)              |
| 2004                            | Golf du Médoc                        | Lionel Alexandre                              | 277 (−7)              | Gwladys Nocera                   | 284 (par)             |
| 2003                            | Non organisé                         | Non organisé                                  | Non organisé          | Non organisé                     | Non organisé          |
| 2002 (*)                        | Golf du Médoc                        | Bertrand Cornut (2) & Franck Aumonier         | 261 (−23)             | Marine Monnet & Florence Rossary | 282 (−2)              |
| 2001                            | Golf de Chantilly                    | Bertrand Cornut                               | 280 (−8)              |                                  |                       |
| 2000                            | Golf de Chantilly                    | Marc Farry (2)                                | 268 (−20)             |                                  |                       |
| 1999                            | Golf de Chantilly                    | Jean-François Remesy                          | 277 (−11)             |                                  |                       |
| 1998                            | Golf de Chantilly                    | Benoît Teilleria                              | 278 (−10)             |                                  |                       |
| 1997                            | Golf Disneyland                      | Pascal Edmond                                 |                       |                                  |                       |
| 1996                            | Golf des Trois-Îlets                 | Jean Van de Velde (2)                         |                       |                                  |                       |
| 1995                            | Golf international de Saint-François | Jean Van de Velde                             |                       |                                  |                       |
| Grand Prix de l'A.P.G.F.        |                                      |                                               |                       |                                  |                       |
| 1994                            | Golf des Trois-Îlets                 | Emmanuel Dussart                              | 269                   |                                  |                       |
| 1993                            | Golf de Moliets                      | Marc Pendariès                                |                       |                                  |                       |
| 1992                            | Golf de Mont Griffon                 | Antoine Lebouc                                | 281                   |                                  |                       |
| 1991                            | Golf de Strasbourg-Illkirch          | Thomas Levet (2)                              | 278                   |                                  |                       |
| 1990                            | Golf de Toulouse-Seilh               | Jean-Louis Schneider                          | 282                   |                                  |                       |
| 1989                            | Golf de Valescure                    | Géry Watine (2)                               | 285                   |                                  |                       |
| 1988                            | Golf de Nîmes                        | Thomas Levet                                  | 282                   |                                  |                       |
| 1987                            |                                      | Géry Watine                                   |                       |                                  |                       |
| 1986                            |                                      | Olivier Léglise                               |                       |                                  |                       |
| 1985                            |                                      | Marc Farry                                    |                       |                                  |                       |
| 1984                            |                                      | Bernard Pascassio (4)                         |                       |                                  |                       |
| 1983                            |                                      | Benoît Ducoulombier                           |                       |                                  |                       |
| 1982                            |                                      | Jean Garaïalde (12)                           |                       |                                  |                       |
| 1981                            |                                      | Michel Tapia (2)                              |                       |                                  |                       |
| 1980                            | Golf d'Évian                         | Michel Damiano                                |                       |                                  |                       |
| 1979                            |                                      | Jean Garaïalde (11)                           |                       |                                  |                       |
| 1978                            |                                      | Michel Tapia                                  |                       |                                  |                       |
| 1977                            |                                      | Patrick Cotton                                |                       |                                  |                       |
| 1976                            | Golf d'Évian                         | Bernard Pascassio (3)                         |                       |                                  |                       |
| 1975                            |                                      | David Mills                                   |                       |                                  |                       |
| 1974                            |                                      | Roger Damiano                                 |                       |                                  |                       |
| 1973                            |                                      | Bernard Pascassio (2)                         |                       |                                  |                       |
| 1972                            |                                      | Bernard Pascassio                             |                       |                                  |                       |
| 1971                            |                                      | Jean Garaïalde (10)                           |                       |                                  |                       |
| 1970                            |                                      | Jean Garaïalde (9)                            |                       |                                  |                       |
| 1969                            |                                      | Roger Cotton (2)                              |                       |                                  |                       |
| 1968                            | Golf de La Boulie                    | Jean Garaïalde (8)                            |                       |                                  |                       |
| 1967                            |                                      | Jean Garaïalde (7)                            |                       |                                  |                       |
| 1966                            |                                      | Jean Garaïalde (6)                            |                       |                                  |                       |
| 1965                            |                                      | Jean Garaïalde (5)                            |                       |                                  |                       |
| 1964                            |                                      | Jean Garaïalde (4)                            |                       |                                  |                       |
| 1963                            |                                      | Jean Garaïalde (3)                            |                       |                                  |                       |
| 1962                            |                                      | Jean Garaïalde (2)                            |                       |                                  |                       |
| 1961                            |                                      | Roger Cotton                                  |                       |                                  |                       |
| 1960                            |                                      | Jean Garaïalde                                |                       |                                  |                       |
| 1959                            | Golf de Chantilly                    | François Saubaber (3)                         |                       |                                  |                       |
| 1958                            |                                      | Jean-Baptiste Ado (4)                         |                       |                                  |                       |
| 1957                            |                                      | François Saubaber (2)                         |                       |                                  |                       |
| 1956 (**)                       | Golf de Saint-Germain                | Martin Hausséguy                              |                       |                                  |                       |
| 1955 (**)                       | Golf d'Ozoir-la-Ferrière             | Jean-Baptiste Ado (3)                         |                       |                                  |                       |
| 1954 (**)                       | Golf de Marly                        | François Saubaber                             |                       |                                  |                       |
| 1953                            | Golf d'Évian                         | Robert Loth                                   | 278                   |                                  |                       |
| 1952 (***)                      | Golf de Saint-Cloud                  | Eugène Demiautte                              | 148                   |                                  |                       |
| 1951                            | Golf de Saint-Germain                | Jean-Baptiste Ado (2)                         | 291                   |                                  |                       |
| 1950                            | Golf d'Aix-les-Bains                 | Albert Pelissier                              | 266                   |                                  |                       |
| 1949                            | Golf du Lys-Chantilly                | Jean-Baptiste Ado                             | 284 PO                |                                  |                       |
| 1948                            | Golf du Lys-Chantilly                | Marcel Dallemagne (4)                         | 278                   |                                  |                       |
| 1947                            | Golf de Saint-Cloud                  | Pierre Hirigoyen (3)                          | 295                   |                                  |                       |
| 1946                            |                                      | Paul Gasch                                    |                       |                                  |                       |
| 1945                            | Non organisé                         | Non organisé                                  | Non organisé          | Non organisé                     | Non organisé          |
| 1944                            | Golf de Port-Marly                   | Marcel Dallemagne (3) et Firmin Cavalo Jr (2) | 136                   |                                  |                       |
| 1943                            | Non organisé                         | Non organisé                                  | Non organisé          | Non organisé                     | Non organisé          |
| 1942                            | Golf de Saint-Germain                | Jean Alsuguren                                | 146                   |                                  |                       |
| 1940–41                         | Non organisé                         | Non organisé                                  | Non organisé          | Non organisé                     | Non organisé          |
| 1939                            | Golf de Fourqueux                    | Marcel Dallemagne (2)                         | 281                   |                                  |                       |
| 1938                            | Golf de Saint-Cloud                  | Aubrey Boomer (3)                             | 287                   |                                  |                       |
| 1937                            | Golf de Chiberta                     | Marcel Dallemagne                             | 293                   |                                  |                       |
| 1936                            | Golf de Chantilly                    | Pierre Hirigoyen (2) et Aubrey Boomer (2)     | 139                   |                                  |                       |
| 1935                            | Golf d'Ormesson                      | Pierre Hirigoyen                              | 139                   |                                  |                       |
| 1934                            | Golf de Chantilly                    | Eugène Laffitte                               | 141                   |                                  |                       |
| 1933                            | Golf d'Hossegor                      | Auguste Boyer                                 | 285                   |                                  |                       |
| 1932                            | Golf du Lys-Chantilly                | André Ghintran                                | 285                   |                                  |                       |
| 1931                            | Golf de Chantilly                    | Firmin Cavalo Jr                              | 293                   |                                  |                       |
| 1930                            | Golf de Saint-Germain                | Jean Saubaber                                 | 279                   |                                  |                       |
| 1929                            | Golf de Saint-Cloud                  | Horton Smith                                  | 273                   |                                  |                       |
| 1928 (**)                       | Golf de Saint-Cloud                  | Aubrey Boomer                                 |                       |                                  |                       |

(*) Épreuve disputée en double mixed up.
(**) Épreuve disputée en match play. En 1928, Aubrey Boomer s'impose 4&3 en finale face à J.H. Taylor. En 1954, François Saubaber s'impose 8&6 en finale face à Henri Mourguiart. En 1955, Jean-Baptiste Ado s'impose 4&3 en finale face à Chardonnet. En 1956, Martin Hausséguy s'impose 5&4 en finale face à Pierre Bombédiac.
(***) L'amateur Henri de Lamaze a réalisé cette année-là le meilleur score (140), huit coups de mieux que le premier professionnel Eugène Demiautte qui a tout de même remporté ce trophée réservé aux pros.